# Servizio di allarme del traffico aereo
Il servizio di allarme (in lingua inglese Alerting Service, abbreviato con la sigla ALRS), è uno dei servizi del traffico aereo forniti dagli enti del traffico aereo di ogni Stato appartenente all'ICAO. Secondo la definizione ufficiale dell'ICAO, è un "servizio fornito per notificare agli appropriati organismi l'esistenza di aeromobili che necessitano di ricerca e soccorso, e per assistere tali organismi come necessario".

## Fornitura del servizio di allarme
Il servizio di allarme deve essere fornito:
1. a tutti gli aeromobili che fruiscono del servizio di controllo del traffico aereo;
2. per quanto possibile, a tutti gli altri aeromobili per i quali è stato presentato un piano di volo;
3. a qualsiasi aeromobile che risulti o che si ritenga essere soggetto a interferenza illecita.

Ai voli VFR senza piano di volo, il servizio di allarme è fornito solo per le parti di volo condotte in spazi aerei di classe C e D.
Ai voli VFR senza piano di volo che operano in spazi aerei di classe E e G, il servizio di allarme viene fornito, per quanto possibile, solo nei casi in cui si riceva comunicazione che l'efficienza operativa dell'aeromobile è compromessa e che il volo necessita di ricerca e/o soccorso. Per questi stessi voli, il servizio di allarme non sarà attivato in caso di omissione di un riporto di posizione preannunciato dal pilota, né in caso di tentativo senza successo da parte di un operatore ATS di stabilire un contatto radio con un aeromobile per fornirgli informazioni.

### Attivazione
Le torri di controllo di aeroporto hanno la responsabilità di allertare i servizi di soccorso e antincendio, secondo il "piano di emergenza aeroportuale", ogni qualvolta:
- si verifichi un incidente ad un aeromobile sull'aeroporto o nelle sue vicinanze;
- si ricevano informazioni secondo cui la sicurezza di un aeromobile che si trova o si troverà sotto la responsabilità della torre di controllo di aeroporto possa essere o sia stata compromessa;
- sia richiesta dall'equipaggio di condotta;
- quando altrimenti ritenuto necessario.

Nel caso in cui un aeromobile si trovi in emergenza mentre è controllato da una torre di controllo di aeroporto o da un centro di controllo di avvicinamento, tale Ente deve avvisare immediatamente l'ACC responsabile. I FIC e gli ACC devono servire da centri di raccolta e di smistamento delle informazioni relative allo stato di emergenza di un aeromobile che vola entro la FIR o area di controllo di responsabilità, all'appropriato Centro di ricerca e soccorso (in inglese, Search And Rescue, abbreviato in "SAR").

## Azioni di notifica al SAR
Gli Enti ATS devono notificare immediatamente al SAR che un aeromobile è in stato di emergenza in accordo a determinate fasi, che terminano immediatamente quando non esiste alcun dubbio sulla sicurezza dell'aeromobile o dei suoi occupanti.

### Fase di Incertezza (INCERFA)
La fase di incertezza è una situazione in cui esiste incertezza sulla sicurezza degli aeromobili e dei suoi occupanti. Convenzionalmente è chiamata INCERFA.
Una fase di incertezza si ha quando:
- nessuna comunicazione è stata ricevuta da parte di un aeromobile entro un periodo di 30 minuti (10 minuti per i jet militari) dall'orario in cui si verifichi per primo uno dei seguenti eventi:

- si sarebbe dovuta ricevere una comunicazione, inclusa la "operations normal";
- è stato effettuato, senza successo, un primo tentativo di stabilire le comunicazioni con tale aeromobile;

- un aeromobile manca di arrivare entro 30 minuti (10 per i jet militari) dall'ultimo orario stimato di arrivo notificato agli o stimato dagli enti dei servizi del traffico aereo, quale dei due casi si verifichi per ultimo.

Dopo la comunicazione al Centro SAR, l'Ente ATS responsabile deve effettuare successivi tentativi di stabilire le comunicazioni con l'aeromobile o ricerche presso altre fonti pertinenti.

### Fase di Allarme (ALERFA)
La fase di allarme è una situazione durante la quale sussista apprensione per la sicurezza di un aeromobile e dei suoi occupanti. Convenzionalmente è chiamata ALERFA.
Una fase di allarme si ha quando:
1. in seguito alla fase di incertezza, successivi tentativi di stabilire le comunicazioni con l'aeromobile o ricerche presso altre fonti pertinenti non hanno fornito alcuna notizia dell'aeromobile;
2. un aeromobile manca di collegarsi con la torre di controllo di aeroporto dopo esserle stato trasferito, oppure interrompe il contatto radio dopo un'iniziale comunicazione, oppure è autorizzato all'atterraggio e interrompe le comunicazioni e, in tutti i casi, manca di atterrare entro 5 minuti dall'orario stimato di atterraggio;
3. sono state ricevute informazioni che indicano che l'efficienza operativa dell'aeromobile è compromessa, ma non al punto da far ritenere probabile un atterraggio forzato, eccetto quando esistono prove che sollevano dalla preoccupazione circa la sicurezza dell'aeromobile e dei suoi occupanti.

Dopo la comunicazione al SAR, l'Ente ATS responsabile deve effettuare successivi tentativi di stabilire le comunicazioni con l'aeromobile e ricerche a più largo raggio.
La fase di allarme viene comunque iniziata quando si sa o si presume che un aeromobile sia soggetto a un atto illegale.

### Fase di Pericolo (DETRESFA)
La fase di pericolo è una situazione in cui vi è una ragionevole certezza che un aeromobile e i suoi occupanti sono minacciati da grave ed imminente pericolo o che necessitano di assistenza immediata. Convenzionalmente è chiamata DETRESFA.
Una fase di pericolo si ha quando:
1. in seguito alla fase di allarme, ulteriori tentativi senza successo di stabilire il contatto radio con l'aeromobile e richiede ricerche fatte a più largo raggio, anche queste senza successo, indicano la probabilità che l'aeromobile sia in pericolo;
2. si ritiene che il carburante a bordo sia esaurito o insufficiente a consentire all'aeromobile di raggiungere la salvezza;
3. si ricevono informazioni indicanti che l'efficienza operativa dell'aeromobile è compromessa al punto da far ritenere probabile un atterraggio forzato;
4. si ricevono informazioni o c'è la ragionevole certezza che l'aeromobile stia per effettuare o abbia effettuato un atterraggio forzato, eccetto quando c'è la ragionevole certezza che l'aeromobile e i suoi occupanti non siano minacciati da grave e imminente pericolo e non richiedano immediata assistenza.

L'Ente ATS responsabile deve notificare immediatamente al servizio SAR e assistere come necessario. La fase di pericolo dura fino a quando il SAR dichiara la fine dello stato di emergenza.

### Contenuto della notifica al SAR
La notifica al SAR deve contenere le seguenti informazioni, se disponibili, nel seguente ordine:
1. fase di emergenza (INCERFA, ALERFA, DETRESFA);
2. ente e persona che effettua la notifica;
3. natura dell'emergenza;
4. informazioni significative tratte dal piano di volo;
5. ente che ha effettuato l'ultimo contatto, orario e modalità usata;
6. ultimo dato di posizione e come è stato determinato;
7. colore e segni distintivi dell'aeromobile;
8. merci pericolose trasportate;
9. qualsiasi azione intrapresa dall'ente che effettua la notifica;
10. altre pertinenti osservazioni e/o informazioni aggiuntive utili (ad esempio la quantità di carburante a bordo).